# Nîvkî, Korosten
Nîvkî (în ucraineană Нивки) este un sat în comuna Holosne din raionul Korosten, regiunea Jîtomîr, Ucraina.
Localitatea face parte din regiunea istorică Volânia, iar după tratatul de pace de la Riga din 1921 a devenit parte a Uniunii Sovietice.

## Demografie
Componența lingvistică a localității Nîvkî
     Ucraineană (99,24%)
     Alte limbi (0,76%)
Conform recensământului din 2001, majoritatea populației localității Nîvkî era vorbitoare de ucraineană (99,24%), existând în minoritate și vorbitori de alte limbi.